# Nicholas Sturgeon
Nicholas Sturgeon (ca. 1380 - entre 31 de maio e 8 de junho de 1454) foi um cónego de Windsor de 1442 a 1454, e um compositor e compilador do Old Hall Manuscript.

## Carreira
Sturgeon foi educado no Winchester College, onde foi eleito académico em 1399, e no New College, Oxford. Ele acompanhou o rei Henrique V como capelão durante a campanha na França em 1415. Ele deteve vários canonarias e serviu como membro da Capela da Casa Real.
Ele foi nomeado:
- Reitor de Fulham 1439-1452
- Reitor de Allerton, Somerset
- Reitor de Wraxall, Somerset
- Reitor de Avening, Worcestershire
- Custos da Capela Livre, perto de Weare (Allerton)
- Prebendário de Reculverland em São Paulo 1440-1452
- Prebendário de Kentish Town em São Paulo 1452-1454
- Precentor da Catedral de São Paulo, 1442 - 1454
- Prebendário de Hasilbury em Wells
- Prebendário de Exeter

Ele foi nomeado para a oitava bancada na Capela de São Jorge, no Castelo de Windsor, em 1442, e ocupou a posição canónica até 1454.